# Astracantha drymophila
Astracantha drymophila är en ärtväxtart som först beskrevs av Joseph Friedrich Nicolaus Bornmüller, och fick sitt nu gällande namn av Dieter Podlech. Astracantha drymophila ingår i släktet Astracantha och familjen ärtväxter. Inga underarter finns listade i Catalogue of Life.